# Gabriele Orsini del Balzo
Gabriele Orsini del Balzo (1404 – Constantinopla, 1453) fue un noble y general italiano, duque de Venosa y conde de Ugento.

## Biografía
Gabriele era el segundo hijo varón de Raimondo Orsini del Balzo, príncipe de Tarento, conocido como Raimondello, y de María de Enghien, condesa de Lecce, quien no heredó las posesiones de su padre ya que estaban destinadas a su primogénito Giovanni Antonio, conocido como Giannantonio.
En ese período el principado de Tarento tenía hostilidades con el Reino de Nápoles y en particular con el rey Ladislao de Anjou-Durazzo, ya que había apoyado a Luis II de Anjou-Valois, su rival para el acceso al trono. En 1406 Raimondello murió durante el ataque de Ladislao a la ciudad de Tarento, pero su esposa, que mientras tanto se había trasladado de Lecce a Tarento con sus hijos Giannantonio y Gabriele, continuó resistiendo al soberano manteniendo oculta la muerte de su marido durante varios meses. En junio del mismo año el rey levantó el sitio de la ciudad y regresó a Nápoles, probablemente por la llegada de refuerzos para los sitiados.
María, ante un nuevo ataque de Ladislao, hizo un acuerdo con el propio Luis II que concedía a su primogénito Giannantonio el mantenimiento de los territorios del principado (Castellaneta, Gallipoli, Ginosa, Gioia del Colle, Laterza, Martina Franca, Massafra, Mottola, Nardò, Oria, Ostuni, Otranto, Palagiano, Polignano, Tarento y Ugento), los tres condados de Castro, Lecce y Soleto, las baronías de Carovigno y Mesagne y los dos puertos de Barletta y Brindisi conquistados por Ladislao en 1399. A Gabriele se le asignaron en cambio los feudos paternos de Altamura y Minervino . El tratado fue sellado por la promesa de matrimonio entre Giannantonio, que entonces sólo tenía 5 años, y María de Anjou, hija de Luis.
Los planes de María y Luis se esfumaron cuando, en diciembre de 1406, los barcos con los soldados y el dinero enviado por Anjou-Valois se hundieron y se perdió su cargamento. Además, otro de los aliados de María, Francesco Orsini, sobrino de Raimondo, prometió lealtad a Ladislao. María decidió entonces rendirse al rey de Nápoles y, para poner fin a la discordia, se propuso un matrimonio entre los dos beligerantes que se celebró pocas semanas después del ataque; en consecuencia, el matrimonio entre Giannantonio y la hija de Luis de Anjou-Valois no tuvo lugar.
María de Enghien se trasladó entonces con sus hijos a Nápoles, donde residió en el Castel Nuovo hasta la muerte de Ladislao en 1414, mientras los territorios del principado eran requisados por la corte real. Ladislao fue sucedido por su hermana Juana II de Anjou-Valois, que hizo encarcelar a María y a sus hijos, liberados sólo en 1416 (María) y 1418 (sus hijos Giannantonio y Gabriele) tras la intercesión de Jaime II de Borbón-La Marche, casado por Juana en 1415, quien también había casado a una de las hijas de María, Catalina, con una de sus caballeros, Tristán de Chiaromonte. En particular, para la liberación de Gabriele, María tuvo que pagar ocho mil ducados a la corte de Nápoles.
Las posesiones de los Orsini del Balzo aún no asignadas (es decir, los territorios propiedad de Raimondello excepto el principado de Tarento que fue asignado a Jaime II) fueron devueltos a María y a su primogénito Giannantonio gracias también a la intercesión de los Estados Pontificios. En 1420 Jaime renunció al principado que luego pasó a Giannantonio. En 1421 se concluyó un acuerdo entre María y sus dos hijos sobre la división de los feudos familiares: los feudos de María en Salento fueron confirmados, mientras que Gabriele recibió las baronías de Acerra, Flumeri-Trevico, Lavello y Minervino como feudos de Giannantonio.
En 1431 Gabriele se casó con María/Juana Caracciolo del Sole, hija de Sergianni, príncipe de Capua y gran senescal del Reino de Nápoles, además de consejero y amante de la reina Juana II. De hecho, este último intentó acercar a los Orsini del Balzo a su causa de forma antifrancesa y a favor de Alfonso V de Aragón en la lucha por la sucesión de Juana II, que se había quedado sin herederos, en el trono de Nápoles. Por tanto, Gabriele tuvo que interrumpir las negociaciones iniciadas con la corte de Mantua para casarse con un Gonzaga. Cuando Sergianni murió en 1432, su hijo Troiano Caracciolo, por orden del soberano, entregó el ducado de Venosa a Gabriele.
En 1434 Giannantonio donó el condado de Ugento a Gabriele, mientras que un acuerdo supervisado por Alfonso V se remonta a 1435, según el cual cada uno de los dos hermanos tenía garantizada la sucesión mutua en sus feudos en caso de muerte sin herederos varones de uno de los dos.
En los años siguientes, la política de Gabriele siguió el curso de los acontecimientos en el principado de Taranto liderados por su hermano Giannanantonio. En particular participó en el apoyo de los Orsini del Balzo a favor de los aragoneses contra Renato de Anjou-Valois en las luchas por el control de la Italia meridional, tanto suministrando tropas al ejército aragonés como en el ámbito diplomático para acercar a otros Barones napolitanos al lado de Alfonso.
Con la conquista del Reino de Nápoles por parte de Alfonso, concluida formalmente en 1443, sus partidarios fueron recompensados por los aragoneses. A Gabriele se le concedió inicialmente el castillo de Montemilone, entonces ocupado por Ladislao Marchesani, pero se arrepintió de su pasado junto a los angevinos y los territorios le fueron devueltos. Ladislao murió tres años más tarde, en 1445, y el castillo fue entregado a Gabriele.
Gabriele murió durante el asedio de Constantinopla en 1453, donde había llegado junto con doscientos arqueros napolitanos en la vana defensa de la capital del Imperio bizantino, asediada por las tropas otomanas de Mehmed II. Al no dejar herederos varones, sus posesiones fueron transferidas a su hija María Donata a pesar del acuerdo de sucesión a favor de su hermano en 1435.

## Descendencia
De su esposa Maria/Giovanna Caracciolo del Sole (fallecida en 1451) Gabriele sólo tuvo hijas, lo que contribuyó a la extinción del linaje:
- María Donata (fallecida en 1481), segunda duquesa de Venosa, casada en 1451 con Pirro del Balzo, posteriormente nombrado gran condestable del Reino de Nápoles; en el momento de su matrimonio María Donata recibía de su padre una renta anual de mil doscientos ducados pro honorabili vita ducenda para no tener que depender de la economía de su marido ni siquiera en caso de viudez;[10]
- Raimondina (fallecida en 1490), que se casó con Roberto Sanseverino, príncipe de Salerno.